# Фрајунг
Фрајунг (њем. Freyung) град је у њемачкој савезној држави Баварска. Једно је од 25 општинских средишта округа Фрејунг-Графенау. Према процјени из 2010. у граду је живјело 6.987 становника. Посједује регионалну шифру (AGS) 9272118.

## Географски и демографски подаци
Фрајунг се налази у савезној држави Баварска у округу Фрејунг-Графенау. Град се налази на надморској висини од 655 метара. Површина општине износи 48,6 km². У самом граду је, према процјени из 2010. године, живјело 6.987 становника. Просјечна густина становништва износи 144 становника/km².

## Међународна сарадња
| Мјесто             | Држава   | Врста сарадње | Од    |
| ------------------ | -------- | ------------- | ----- |
| Зевалхен ам Атерзе | Аустрија | партнерство   | 1989. |
|                    | Чешка    | контакт       | 2000. |
| Извор              |          |               |       |